# Motorcyklens opbygning
En typisk motorcykel består af et metalstel, hvor motoren, bagsvingeren og forgaflerne er fastgjort (med tilhørende hjul og affjedring). Dertil kommer al elektronikken, bremsesystemet og instrumenterne. Enheden pakkes ind i en mere eller mindre omfangsrig kåbe, typisk af plastic. Bemærk at denne opbygning er karakteristisk for langt de fleste motorcykler, men der findes dog mange motorcykler, der er opbygget lidt anderledes. Særligt m.h.t. udformningen af kåbe, forgaffel og bagsvinger har nogle fabrikanter været ret kreative.

## Stel
Stellet er typisk lavet af svejsede rør af aluminium eller stål med den bageste affjedring som en integreret del af designet. Enkelte meget dyre stel er lavet af kulfiber.
På nogle motorcykler indgår motoren som en bærende del af stellet; dette har været anvendt gennem hele motorcyklens historie og bliver nu mere og mere almindeligt.
Brændstoftanken er normalt monteret over motoren og er fremstillet af metalplade eller polyethylen. Mindst én fabrikant, (Buell), tilbyder modeller, hvor stellets hulrum anvendes som brændstoftank, og forskellige fabrikanter anvender dele af stellet som olie-reservoir.
Hjulfælgene er sædvanligvis lavet af stål eller aluminium, som med ståleger er forbundet med et nav af aluminium. Racercykler har ofte hjul af kulfiber, men dette er for dyrt til almindelig anvendelse.
En kåbe – en slags skjold – af plast eller fiberglas er på nogle modeller placeret foran på stellet for at give føreren læ for fartvinden. Vindmodstanden er den største enkeltfaktor, som begrænser hastigheden, idet den stiger med farten i tredje potens. På nye højtydende cykler ses aerodynamik at have øvet væsentlig indfyldelse på designet, men desværre har ingen hidtil løst problemet med det roterende forhjul, som hindrer cyklen i at skære sig rent gennem luften. Forsøg på at forbedre det aerodynamiske design har i mange tilfælde også betydet uacceptabelt forringede styreegenskaber. Uden kåbe vil føreren ved hastigheder over 100 km/h udgøre en væsentlig del af vindmodstanden og blive trukket tilbage i armene, hvilket er udmattende. Den ultimative kåbe består i en hel kabine, som det eksempelvis kendes fra en rickshaw.
Der er tre stabilitetsproblemer ved motorcykler:
- Man vælter ved lav fart – løses let ved at køre lidt hurtigere eller ved små korrigerende drej på styret (som med en cykel).
- Hurtige svingninger – 7–9 Hz – i forhjulet. Det kan optræde ved moderate hastigheder og er ret uskadeligt, men generende (og måske skræmmende for den uerfarne)[1].
- Langsomme svingninger – 2–3 Hz – i hele cyklen. Det kan optræde ved større hastigheder og have fatale konsekvenser[2].

En undersøgelse af styring af og stabilitet i tohjulede vejkøretøjer har vist, at forøget stivhed i stellet generelt forbedrer køreegenskaberne.

## Affjedring
Moderne designede cykler har affjedring mellem de to hjul og stellet. På choppere fravælges affjedring på baghjulet dog ofte (såkaldt rigid frame).
Den forreste affjedring består generelt af stålrør, som løber indeni hinanden med lange fjedre inderst kaldet gaffelrør og med hydraulisk væske til støddæmpning. Denne enhed kaldes for forgaflen. Den forreste affjedring er den vigtigste del af en motorcykel. Rørenes indstillingsvinkel bestemmer, hvor let styringen vil foregå. Indstillingsvinklen bør vælges således, at styrekraften fra styring og kropsstyring overgår tyngdens ligeudrettede kraft lidt ved en fart svarende til en løbende person. Ved denne fart kan man ikke længere sikkert benytte fødderne til at rette cyklen op.
Enkelte mærker har specielle typer for forhjulsaffjedring. BMW har udviklet et affjedringssystem, der delvist reducerer det dyk i motorcyklen, der opstår ved bremsning. Systemet kaldes Telelever. Ligeledes har enkelte motorcykelfabrikanter eksperimenteret med centerhjulsnav, der tilsvarer systemet på en bil. Dette reducerer helt utilsigtede bevægelser i motorcyklen under især opbremsning. Systemet har dog aldrig vundet udbredelse på grund af en større uaffjedret masse, der påvirker styrevilligheden negativt, ligesiom systemet er relativt avanceret og derfor dyrere at fremstille.
Den bageste affjedring støtter svingarmen (bagsvingeren), som er fastgjort med et pivotleje til stellet og holder baghjulets aksel. Den bageste affjedring kan bestå af flere stødabsorberende dele:
- Dobbelte støddæmpere, som er placeret yderst på svingarmen.
- Enkelt støddæmper, som er placeret forrest på svingarmen over pivotlejet.
- Enkelt støddæmper, som er placeret foran svingarmen under pivotlejet (Softail).

Enkelte motorcykelmodeller, oftest de dyrere modeller, kan leveres med et elektronisk justerbart affjedringssystem. Med dette system kan køreren hurtigt ændre opsætning af fjedervirkningen på motorcyklen, så den passer til den aktuelle kørsel, for eksempel sport, touring osv.

## Bremser
En motorcykel har generelt to sæt uafhængige bremser, et sæt på forhjulet, som styres af et bremsehåndtag til højre hånd, og et sæt på baghjulet, som styres af en bremsepedal til højre fod – på ældre cykler dog til tider venstre fod. Nogle modeller har forbundne bremser, hvor den enkelte styring påvirker begge bremsesæt, men ikke lige meget.
Forbremsen er meget kraftigere end bagbremsen, og normalt vil cirka 2/3 af bremsekraften komme fra forbremsen og i nogle tilfælde al bremsekraften. Baghjulet kan let blokere og skride på grund af den dynamiske vægtfordeling. Ved fartkonkurrencer kan baghjulet blokeres med vilje, idet en udskridning får cyklen til at dreje hurtigere. Ved meget kraftig bremsning med forbremsen kan baghjulet løfte sig en smule.
Selve bremsen kan enten være tromlebremser eller skivebremser; nyere og tungere modeller anvender hyppigst skivebremser på grund af den især i vådt føre bedre bremseevne. Flere motorcykelmodeller har ABS-bremser, og ABS-bremser bliver mere og mere almindelige også på mindre modeller.

## Motor
Motoren leverer den kraft, som driver motorcyklen fremad. Motoren styres af gashåndtaget, som betjenes ved drejning af styrets højre håndtag og en eventuel choker.
Der har tidligt været eksperimenteret med dampdrevne motorcykler, men benzindrevne motorer er nu helt dominerende. På motorcyklen er motoren i modsætning til i bilen meget synlig, en faktor som givetvis har medvirket til en stor interesse omkring motorvalg og konfigurering.

### Motortype
Benzindrevne motorer er helt dominerende, men der eksisterer enkelte modeller med el-, diesel- og sågar jetdrevne motorer.

### Slagvolumen
Slagvolumen er defineret som den mængde brændstofholdig luft, der kan suges ind i det samlede antal cylindre ved hver rotation. I en stempelmotor svarer det til forøgelsen eller forskellen af rumfang mellem stemplernes topstilling og bundstilling. Slagvolumen opgøres i cc (cm3 – cubic centimeters) og varierer mellem 50 cc for de mindste motorcykler (50 cc er grænsen til knallerter) og 2300 cc.

### Antal cylindre og cylinderlayout
Motorcykler har for det meste haft motorer med én, to eller fire cylindre, og designere har afprøvet snart sagt alle tænkelige layoutmuligheder. Motorer med flere cylindre har et bedre vægt-ydelsesforhold og giver smidigere kørsel, mens motorer med færre cylindre er billigere, har mindre vægt og er lettere at vedligeholde.
- Èncylindrede motorer har i reglen cylinderen stående lodret eller lidt fremadrettet med tændrøret øverst.
- Tocylindrede (twins), hyppigst i form af en V-motor med (i forhold til kørselsretningen) tværstillet krumtapaksel. På enkelte modeller er vinklen mellem cylindrene så stor, at man taler om L-motorer. En populær variant – især på japanske motorcykler, er den tocylindrede rækkemotor. BMW laver den kendte tocylindrede boxermotor, hvor cylindrene stikker ud af motorcyklens sider. Boxermotoren er den eneste konstruktion, som i teorien er automatisk balanceret og altså frembringer få vibrationer uden brug af afbalancering. Til gengæld påvirker svinghjulet motorcyklen sideværts – især ved acceleration. Motoguzzi laver en afart af boxermotoren, hvor vinklen ikke er 180 grader mellem cylindrene, men mindre -dog stadig på tværs af køreretningen. Fordelen i forhold til boxermotoren er muligheden for større nedlægningsvinkler under kørsel. Motoren har dog ikke helt samme vibrationsfordele som boxermotorens.
- Trecylindrede design er usædvanlige og ses normalt kun som rækkemotorer.
- Firecylindrede design er normalt rækkemotorer ligesom bilmotorer. Krumtappen står normalt vinkelret på kørselsretningen, omend BMW's K-serie har en lav, langsliggende rækkemotor. Der findes V-4-motorer og op til sekscylindrede boxermotorer.
- Seks- og ottecylindrede maskiner er sjældne og ses kun på de største motorcykler. Der findes sågar en ticylindret konceptcykel kaldet Tomahawk fra Dodge, som anvender den samme motor som Viper-bilen.
- Der har været lavet forsøg med wankelmotoren bl.a. ved Norton, men motoren kom aldrig til at virke optimalt og blev opgivet af motorcykelfabrikanterne – omend den vibrationsfrie motor burde have været en fordel for især touringmotorcykler.

### Luft-, vand- og oliekøling
Vandkølede motorcykler har en køler på samme måde som biler og kommer herigennem af med varmen. Kølevandet cirkulerer mellem køleren og cylinderen, når motoren kører. Køleren har en lille ventilator, som styres af en termostat. Kølingen fra ventilatoren er tilstrækkelig til, at overophedning i de fleste tilfælde kan undgås, og vandkølede cykler er derfor gode til bykørsel, hvor trafikken ofte går i stå. Desuden er det muligt at få mere kraft ud af en vandkølet motor, uden at den brænder sammen i forhold til en luftkølet motor. Også det mekaniske støjniveau i motoren kan være mindre end ved en luftkølet.
Luftkølede motorcykler har ikke noget kølesystem som sådan. Fartvinden blæser hen over motorens dele, hvorved der afgives varme. Cylindrene på disse cykler har køleribber for at forøge kølearealet. Luftkølede cykler er billigere, enklere og lettere end tilsvarende vandkølede modeller, men medmindre omgivelserne er kølige, overopheder de hurtigt, hvis cyklen står stille i trafikken. Nogle fabrikanter benytter en blandingsform, hvor motorolien cirkuleres mellem motor og en lille køler. Her står olien for både smøring og køling.
Endvidere er oliekølere ofte brugt både på luftkølede og vandkølede motorer. Ved at køle olien holdes den på en temperatur, hvor smøringen er optimal og forhindrer endvidere tilkoksning af olien. På nogle motorer sprøjtes olien op på undersiden af stemplerne, hvilket virker kølende på motoren.

### Fire- og totakt
Anvendt på motorcykler har totaktsmotorer nogle fordele overfor tilsvarende firetaktsmotorer en:Internal combustion engine: De er lettere, mekanisk enklere og frembringer mere kraft. På den anden side er firetakts motorer mindre forurenende, mere pålidelige og giver kraft ved både få og mange omdrejninger. I udviklede lande er totakts cykler sjældne, idet det er uforholdsmæssigt dyrt at bringe dem indenfor de krævede forureningsstandarder. Næsten alle moderne totaktere er éncylindrede, luftkølede og under 600 cc.

### Andre komponenter
Direkte benzinindsprøjtning og chipstyrede motorer er nu normalt på større og dyre cykler og er også begyndt at optræde på mindre cykler, drevet af stigende krav til udledning og ydelse. Tændingssystemet Capacitor Discharge Ignition (CDI) er nu standard mod tidligere magneter.
De stigende krav til bekæmpelse af forurening har medført, at det nu er normalt med katalysator i udstødningssystemet, hvorved udledningen af skadelige gasarter minimeres. Katalysatoren omdanner kulmonooxid til kuldioxid ved at tilføre den skadelige gasart et ekstra iltmolekyle. Katalysatortyperne kan være både uregulerede og regulerede, hvor den sidste type finder anvendelse i større og større omfang. Reguleringen medfører, at en lille computer måler kulmonooxid-niveauet i udstødningen og regulerer luft/benzinforhold og tænding i forhold hertil, så motoren yder optimalt uden at forurene mere end højst nødvendigt.

## Transmission
Transmissionen, som overfører motorens kraft til baghjulet, består af kobling, gearkasse og kraftoverførsel. Koblingen styres af et håndtag ved venstre hånd og gearet af en pedal ved venstre fod.
Koblingen er typisk indrettet med et sæt runde koblingsplader, som skiftevis er fastgjort yderst og inderst. Når der kobles ud, presses pladerne tættere sammen, og yderste og inderste enhed vil rotere som en enhed. Koblingen kan være våd, hvor pladerne roterer i motorolien, eller tør, hvor pladerne roterer i luft.
Moderne motorcykler har normalt fem eller seks fremadgående gear. De største touring-modeller og enkelte modeller med sidevogn er tillige udstyret med bakgear. På instrumentpanelet indikeres frigear med en lampe; til tider vises også det aktuelle gearvalg.
Gearvælgeren er en pedal ved venstre fod; man skifter gear ved at trykke eller løfte denne med foden. På gadecykler er gearene arrangeret således, at frigear ligger mellem 1. og 2. gear:
1. – frigear – 2. – 3. – 4. ...
- fra frigear trykkes pedalen ned til 1. gear, hvorefter man med to løft (eller et markeret løft) kommer i 2. gear. På racercykler er alle gearene arrangeret under frigear, således at et tryk altid gearer op:
... 4. – 3. – 2. – 1. – frigear
Gearvælgeren er forbundet med en aksel i gearkassen, som ved hver påvirkning roterer mellem nogle fast positioner. I akslen er nogle spor, som styrer nogle gafler, som bestemmer, hvilke tandhjul på to modsat roterende aksler, der vil være i indgreb med akslerne eller hinanden. Tandhjulenes begrænsede masse muliggør meget hurtige gearskift.
Fra gearkassen overføres kraften til baghjulet, normalt ved en kæde, som kræver smøring og justering. Store hastigheder medfører, at smøringen slynges af, og at skidt i stedet samles på kæden med stort slid på kæde og tandhjul til følge. Udskiftning af kæde og tandhjul gennemføres periodisk for at forøge effektivitet og sikkerhed. På større motorcykler ses også kraftoverførsler med remme eller kardanled; der er dog grænser for, hvor megen kraft en rem kan overføre, og en kardanforbindelse medfører forøget vægt og krafttab i tandhjulsforbindelserne.

## Dæk
Dækkene udgør den lille kontaktflade med underlaget, og anses – næst efter kørestil og sikkerhedsudstyr – for det vigtigste sikkerhedselement på en motorcykel. Motorcykler benytter oppustelige (pneumatiske) gummidæk.
Til terrænkørsel benyttes dæk med grove dybe mønstre; til racercykler dæk, som bevarer kontakten, selv om cyklen lægges langt ned i svingene, og til almindelige gadecykler dæk af hårdt gummi, som holder længere, men har mindre vejgreb, især i koldt vejr.
Dækkenes gummi holder normalt 4-5 år fra produktionsdatoen, men slides hyppigt op tidligere end det. Racerdæk holder måske kun 1.500 km og almindelige dæk op til 20.000 km. Slitagen forøges væsentligt, hvis ikke det korrekte dæktryk benyttes.

## Instrumenter
Så godt som alle motorcykler har speedometer og kilometertæller og de fleste også omdrejningstæller. Tank-målere er almindelige på nyere og større cykler, hvor der traditionelt har været en såkaldt reservetank. Brændstofhanen har haft to åbne indstillinger, hvor den ene er tilsluttet en studs et stykke oppe i tanken og den anden – reserven – en studs i tankens bund. Uden tankmåler lærer motorcyklisten, hvor langt der kan køres på en fuld tank og benytter en eventuel triptæller til at holde øje med, hvor langt der er igen. Endelig kan der være ur, temperaturmåler, gearviser, advarsels- og indikatorlamper for olietryk, lys, blinklys, abs-bremser samt deciderede kørecomputere etc.